# John Linley Frazier

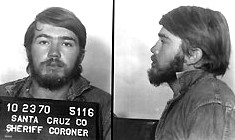
John Linley Frazier

John Linley Frazier (* 1946 oder 1947 in Ohio; † 20. August 2009 in Ione, Kalifornien) war ein US-amerikanischer Mörder, der zur selben Zeit wie Herbert Mullin und Edmund Emil Kemper in Santa Cruz seine Taten beging und auch als Hippie-Mörder bekannt ist.
Am 19. Oktober 1970 ermordete er den Augenarzt Victor Ohta, dessen Frau, zwei Söhne und eine Sekretärin. 
Vier Tage später wurde er verhaftet und am 29. November 1971 von einer Grand Jury zum Tod durch Gas verurteilt. 1972 wurde die Todesstrafe in Kalifornien verboten und Fraziers Strafe deshalb in eine lebenslange Freiheitsstrafe umgewandelt. 
2009 beging Frazier im kalifornischen Staatsgefängnis in Ione Suizid.